# جزیره ترسیرا
جزیره ترسیرا (به پرتغالی: Ilha Terceira) یک منطقهٔ مسکونی در پرتغال است که در آزور واقع شده‌است. جزیره ترسیرا ۴۰۰٫۶ کیلومتر مربع مساحت و ۵۶٬۴۳۷ نفر جمعیت دارد و ۱٬۰۲۱ متر بالاتر از سطح دریا واقع شده‌است.